# Podběrák

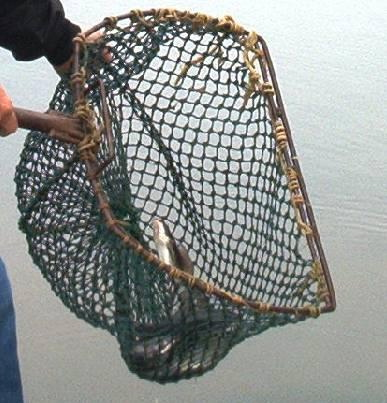
Podběrák

Podběrák je rybářské náčiní. Má podobu ponorné sítě s obručí, která může, ale nemusí mít rukojeť. Používá se k lovu ryb na mělčině nebo jako pomůcka k výlovu ryb již chycených na udici. Podle druhu ryb, pro něž je podběrák určen, může mít jeho síť různě velká oka i obvod obruče. Na některých rybářských revírech v Česku je používání podběráku povinné. Sítě jsou většinou vyrobeny z nylonu.